# Andris Bērziņš (född 1944)
Andris Bērziņš, född 10 december 1944 i Nītaure i Lettiska SSR, är en lettisk affärsman och politiker som var president i Lettland från 2011 till 2015. Bērziņš var VD för Unibanka från 1993 till 2004. Han valdes till president av Saeima den 2 juni 2011.

## Biografi
1958 avslutade Bērziņš sina studier vid grundskolan i Nītaure, och gick sedan i gymnasieskola i Sigulda mellan 1958 och 1962. Han började sedan studera vid Rigas tekniska universitet där han tog examen 1971, och blev ingenjör vid "Elektrons" fabriken. Han arbetade sig upp till direktör och 1988 utsågs han till vice minister för kommunala tjänster i lettiska SSR. Han studerade också vid ekonomiska fakulteten vid Lettlands statliga universitet, där han tog examen 1988.
1989 valdes Bērziņš till Valmiera distriktsråd  och utsågs till ordförande i distriktets verkställande kommission. År 1990 valdes han in till Högsta rådet för det lettiska SSR, som representant för Valmiera. Han gick med i Popular Front of Latvia i Högsta rådet. Den 4 maj 1990 röstade han ja till deklarationen som återställde självständigheten i Lettland.
Efter slutförandet av sin tid som minister 1993 blev Bērziņš ordförande i Privatiseringsfonden för Lettiska Banken. Han blev också ordförande i Unibanka mellan 1993 och 2004. Bērziņš arbetade också som styrelseledamot i flera aktiebolag, inklusive Valmiera stikla šķiedra och Lode.

## Politisk karriär
Andris Bērziņš återvände till politiken 2005, då han ställde upp i valet till posten som borgmästare i Riga som ledare för De grönas och böndernas förbunds partilista, ett val som han dock förlorade. Mellan 2006 och 2010 tjänstgjorde han som ordförande för den Lettiska avdelningen av industri och handel och var också styrelseordförande för Latvenergo fram till 2009.
2010 valdes Andris Bērziņš till representant av Saeima från den kandidatlista som lagts fram av De grönas och böndernas förbund.

### 2011 års presidentval
Den 23 maj 2011 nominerades Andris Berzins som presidentkandidat av fem politiker från De grönas och böndernas förbund. I den första omgången av valet (2 juni 2011), fick Bērziņš 50 röster för och 48 emot, medan motkandidaten och den sittande presidenten Valdis Zatlers fick 43 för och 55 emot, vilket innebar att ingen valdes. Senare samma dag hölls den andra omgången, i vilken Bērziņš fick 53 röster, vilket gjorde att han vann valet. Tillträdet som president för Lettland skedde den 8 juli 2011.

### 2015 års presidentval
Bērziņš tillkännagav den 10 april 2015 att han inte tänkte ställa upp för omval till presidentämbetet.